# بيونة (فرنسا)
بَيُونَة أو بايون (بالفرنسية: Bayonne)‏ هي مدينة تقع في فرنسا في جهة أقطانية.

## المناخ
يظهر الجدول التالي التغييرات المناخية على مدار السنة لبيونة:
| البيانات المناخية لـبيونة                                     | البيانات المناخية لـبيونة | البيانات المناخية لـبيونة | البيانات المناخية لـبيونة | البيانات المناخية لـبيونة | البيانات المناخية لـبيونة | البيانات المناخية لـبيونة | البيانات المناخية لـبيونة | البيانات المناخية لـبيونة | البيانات المناخية لـبيونة | البيانات المناخية لـبيونة | البيانات المناخية لـبيونة | البيانات المناخية لـبيونة | البيانات المناخية لـبيونة |
| الشهر                                                         | يناير                     | فبراير                    | مارس                      | أبريل                     | مايو                      | يونيو                     | يوليو                     | أغسطس                     | سبتمبر                    | أكتوبر                    | نوفمبر                    | ديسمبر                    | المعدل السنوي             |
| ------------------------------------------------------------- | ------------------------- | ------------------------- | ------------------------- | ------------------------- | ------------------------- | ------------------------- | ------------------------- | ------------------------- | ------------------------- | ------------------------- | ------------------------- | ------------------------- | ------------------------- |
| الدرجة القصوى °م (°ف)                                         | 23.4 (74.1)               | 28.9 (84.0)               | 29.7 (85.5)               | 32.1 (89.8)               | 34.8 (94.6)               | 39.2 (102.6)              | 39.8 (103.6)              | 40.6 (105.1)              | 37.0 (98.6)               | 32.2 (90.0)               | 27.8 (82.0)               | 25.1 (77.2)               | 40.6 (105.1)              |
| متوسط درجة الحرارة الكبرى °م (°ف)                             | 12.0 (53.6)               | 12.8 (55.0)               | 15.0 (59.0)               | 16.2 (61.2)               | 19.6 (67.3)               | 22.1 (71.8)               | 24.1 (75.4)               | 24.7 (76.5)               | 23.2 (73.8)               | 20.0 (68.0)               | 15.1 (59.2)               | 12.5 (54.5)               | 18.1 (64.6)               |
| المتوسط اليومي °م (°ف)                                        | 8.4 (47.1)                | 8.9 (48.0)                | 11.0 (51.8)               | 12.4 (54.3)               | 15.6 (60.1)               | 18.3 (64.9)               | 20.4 (68.7)               | 20.8 (69.4)               | 18.8 (65.8)               | 16.0 (60.8)               | 11.4 (52.5)               | 9.0 (48.2)                | 14.3 (57.7)               |
| متوسط درجة الحرارة الصغرى °م (°ف)                             | 4.8 (40.6)                | 5.0 (41.0)                | 7.0 (44.6)                | 8.5 (47.3)                | 11.6 (52.9)               | 14.6 (58.3)               | 16.7 (62.1)               | 17.0 (62.6)               | 14.5 (58.1)               | 11.9 (53.4)               | 7.7 (45.9)                | 5.5 (41.9)                | 10.4 (50.7)               |
| أدنى درجة حرارة °م (°ف)                                       | −12.7 (9.1)               | −11.5 (11.3)              | −7.2 (19.0)               | −1.3 (29.7)               | 3.3 (37.9)                | 5.3 (41.5)                | 9.2 (48.6)                | 8.6 (47.5)                | 5.3 (41.5)                | −0.6 (30.9)               | −5.7 (21.7)               | −8.9 (16.0)               | −12.7 (9.1)               |
| الهطول مم (إنش)                                               | 128.8 (5.07)              | 111.5 (4.39)              | 103.5 (4.07)              | 129.7 (5.11)              | 113.9 (4.48)              | 87.8 (3.46)               | 69.3 (2.73)               | 98.4 (3.87)               | 119.6 (4.71)              | 152.1 (5.99)              | 185.9 (7.32)              | 150.4 (5.92)              | 1٬450٫9 (57.12)           |
| متوسط أيام هطول الأمطار (≥ 1 mm)                              | 13.4                      | 12.0                      | 11.9                      | 13.6                      | 12.9                      | 10.4                      | 8.8                       | 9.6                       | 9.7                       | 12.5                      | 13.0                      | 12.6                      | 140.5                     |
| متوسط الأيام المثلجة                                          | 0.8                       | 1.0                       | 0.3                       | 0.1                       | 0.0                       | 0.0                       | 0.0                       | 0.0                       | 0.0                       | 0.0                       | 0.3                       | 0.5                       | 3.0                       |
| متوسط الرطوبة النسبية (%)                                     | 77                        | 75                        | 73                        | 77                        | 78                        | 81                        | 80                        | 81                        | 80                        | 78                        | 79                        | 78                        | 78.1                      |
| ساعات سطوع الشمس الشهرية                                      | 100.2                     | 114.1                     | 164.4                     | 169.4                     | 193.7                     | 203.3                     | 209.0                     | 206.8                     | 192.8                     | 141.7                     | 103.8                     | 88.3                      | 1٬887٫3                   |
| المصدر #1: Météo France                                       |                           |                           |                           |                           |                           |                           |                           |                           |                           |                           |                           |                           |                           |
| المصدر #2: Infoclimat.fr (humidity and snowy days, 1961–1990) |                           |                           |                           |                           |                           |                           |                           |                           |                           |                           |                           |                           |                           |

## توأمة
لبيونة اتفاقيات توأمة مع كل من:
- كوتايسي
- هيدرا
- بنبلونة
- دايتونا بيتش
- فيليكو ترنوفو (12 ديسمبر 2005 - )
- لوسبيتاليت دي يوبريغات
- بايون
- كايآني
- نيرغهازا
- أسكولي بيتشينو
- فارو
- Veliko Tarnovo Municipality [الإنجليزية]‏ (12 ديسمبر 2005 - )

## أعلام
- فردريك باستيا
- جاك لافيت
- ديدييه ديشان
- رينيه كاسان
- ستيفان روفيير